# انتشارات دام

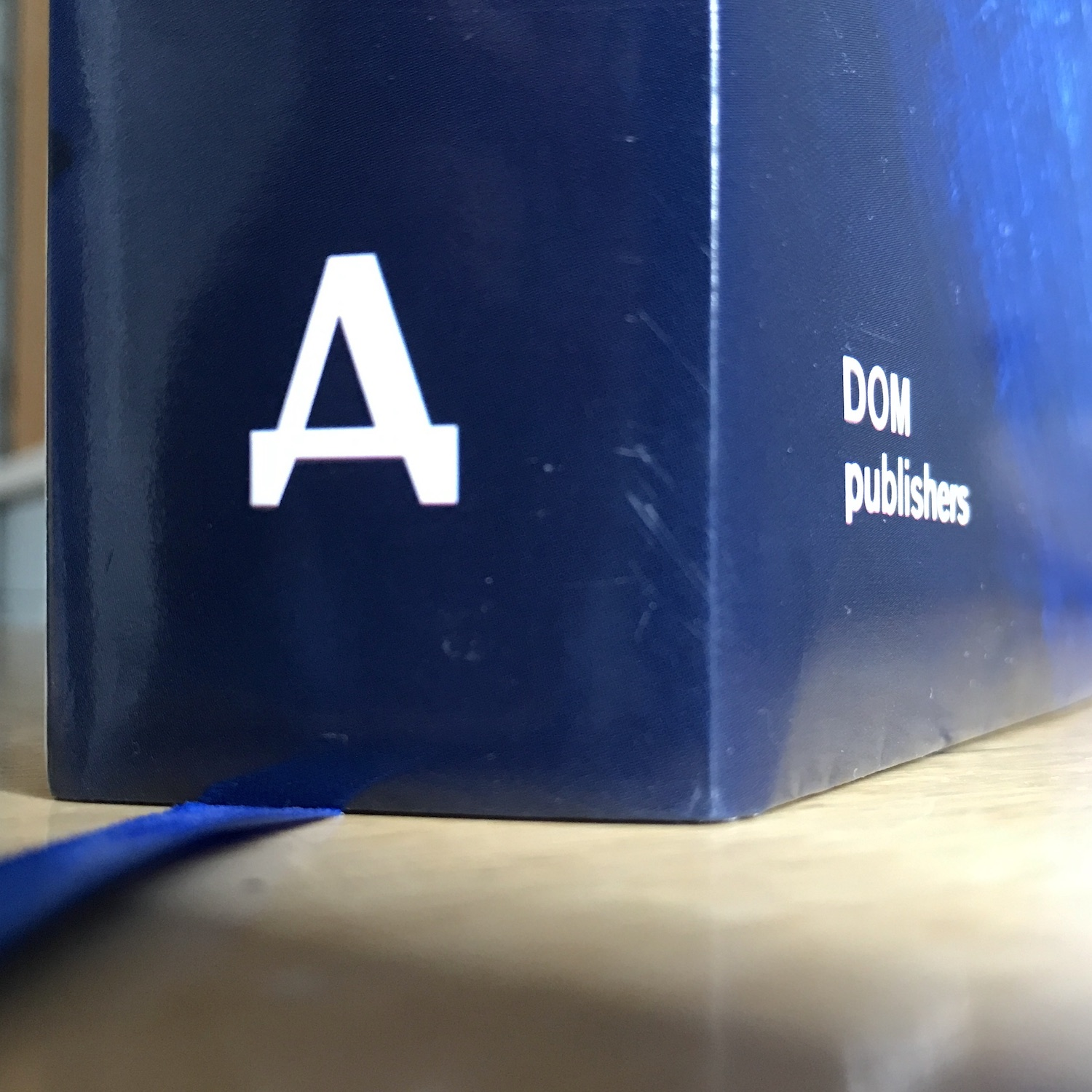
انتشارات دام

انتشارات دام (انگلیسی: DOM publishers) شرکت انتشارات آلمانی است، که در سال ۲۰۰۵ تأسیس شد.